# شركة أمريكان إيغل للطائرات
شركة أمريكان إيغل للطائرات (بالإنجليزية: American Eagle Aircraft Corporation)‏ هي شركة تصميم وصناعة طائرات أمريكية سابقة، كانت موجودة لفترة وجيزة في ولاية كانساس، و كانت من أحد ضحايا الكساد العظيم، وبعد أن كانت قد بنت نحو 500 طائرة خفيفة، وكثير منها كانت من طراز أمريكان إيغل إيه-129، وكثير من تصاميم طائراتها تعزى إلى رائد الطيران جوزيبي ماريو بيلانكا.